# Jeansagnière
Jeansagnière est une ancienne commune française située dans le département de la Loire en région Rhône-Alpes.
Par arrêté du 22 octobre 2015, à compter du 1er janvier 2016, Jeansagnière fusionne avec Chalmazel pour créer la première commune nouvelle de la Loire : Chalmazel-Jeansagnière.

## Géographie
Jeansagnière fait partie du Forez. La commune se situe dans les monts du Forez, culminant en moyenne à plus de 1 100 m d'altitude. Ce village, très enneigé en hiver, est l'un des plus hauts villages du département de la Loire.
Il est aussi situé aux portes du département du Puy-de-Dôme et sa superficie s'étend du col de la Croix Ladret (1 046 m) au col de la Loge (1 253 m), où l'on pratique le ski de fond sur le domaine nordique du haut Forez. Les communes limitrophes sont principalement Saint-Just-en-Bas, La Chamba et Chalmazel où est implantée, sur les pentes de Pierre-sur-Haute (1 634 m) l'unique station de ski alpin du département.
Depuis le 27 juillet 2011 elle fait partie du parc naturel régional Livradois-Forez.
|                           | La Valla-sur-Rochefort (Loire) |                           |
| La Renaudie (Puy-de-Dôme) | Jeansagnière                   | Saint-Just-en-Bas (Loire) |
|                           | Chalmazel (Loire)              |                           |

## Histoire
La commune est née par ordonnance du roi Charles X le 1er juin 1828, (graphie Jean Sagnère), à partir de territoires distraits pour partie à la commune de Saint-Just-en-Bas, et pour le reste à la commune de Chalmazel. D'ailleurs on dit que les cloches de l'église de Jeansagnière appartenaient auparavant à Saint-Just-en-Bas.
Dès le Concordat, quelques villages de « la montagne de Saint Just » avaient été érigés en succursale de la paroisse de Saint-Just-en-Bas. Le prêtre, envoyé en 1805 par le cardinal Fesch, archevêque de Lyon, ne trouva ni église ni presbytère et dut s'en retourner ; aussi, en 1805, afin de pouvoir accueillir leur curé, les habitants du village de La Chaize firent-ils don d'un terrain, et bâtirent à leurs frais une église provisoire, qui figure au cadastre napoléonien exactement à l'emplacement de l'église actuelle. Cependant, la rivalité est grande entre les villageois de La Chaize, qui détiennent le chef-lieu, et ceux de Jeansagnière, qui donnent le nom à la commune ; on en est même venu aux mains, si l'on croit les courriers envoyés par le maire aux autorités préfectorales.
Aussi, en 1840, le maire présente-t-il au préfet une demande de changement de nom, proposant que la commune s'appelle désormais La Chaize-Migois ; ceux du hameau de Jeansagnière protestent, veulent s'attribuer le chef-lieu, et y construire la nouvelle église puisque l'ancienne menace ruine. L'autorisation de changement de nom est accordée par le préfet et le conseil général en 1841. Pourtant, pour des raisons que nous ignorons, le chef-lieu restera néanmoins à La Chaize où la nouvelle église sera construite en 1872, et le nom de la commune, Jeansagnière, restera inchangé. 
L'histoire de Jeansagnière est ancienne ; des souterrains  ont été découverts à La Chaize, sans que l'on puisse exactement les dater, du fait qu'il ne recèlent pas de vestiges. Vestiges gaulois, également, découverts à La Chaize et au Chez.
Pour une véritable recherche étymologique, il faut considérer les attestations anciennes : Jaceneres (1370), Janceneres parrochie Sancti Justi in Basso (1375), Genceneres (1440).
Selon Dauzat, il pourrait s'agir du bas-latin *jacium (de jacere, être étendu, être couché): pâturage et abri d'altitude pour les bestiaux, c'est-à-dire le jas, la jasserie, et double suffixation -in -aria.

## Politique et administration

### Administration municipale
| Période      | Période  | Identité       | Étiquette | Qualité |
| ------------ | -------- | -------------- | --------- | ------- |
| janvier 2016 | mai 2020 | Sabine Cheramy |           |         |

| Période                                  | Période       | Identité                   | Étiquette | Qualité |
| ---------------------------------------- | ------------- | -------------------------- | --------- | ------- |
| Les données manquantes sont à compléter. |               |                            |           |         |
| 1829                                     | 1830          | Mathieu Chazelle           |           |         |
| septembre 1830                           | 1835          | Jean Favard                |           |         |
| janvier 1835                             | 1837          | Benoît Patural             |           |         |
| octobre 1837                             | 1840          | Claude Fafournoux          |           |         |
| octobre 1840                             | 1843          | Jean-Baptiste Poyet        |           |         |
| septembre 1843                           | 1852          | Antoine Chazelle           |           |         |
| août 1852                                | 1865          | Pierre Béal                |           |         |
| septembre 1865                           | 1870          | François Giraudias         |           |         |
| octobre 1870                             | 1874          | Pierre Béal                |           |         |
| mars 1874                                | 1878          | Antoine Guillot            |           |         |
| mai 1878                                 | 1884          | François Forchez           |           |         |
| mai 1884                                 | 1888          | Jean-Pierre Goutte Fangeat |           |         |
| mai 1888                                 | 1894          | Alexandre Favard           |           |         |
| juin 1894                                | 1896          | Jean-Baptiste Forchez      |           |         |
| mai 1896                                 | 1900          | Joseph Murat               |           |         |
| ...                                      | ...           | ...                        |           |         |
| 1966                                     | 1995          | Joseph Marchand            |           |         |
| 1995                                     | 2008          | Michèle Charles            | DVG       |         |
| mai 2008                                 | 2014          | Jean François Navarro      | DVG       |         |
| mai 2014                                 | décembre 2015 | Sabine Cheramy             |           |         |

Depuis 2011, la commune a adhéré au parc naturel régional Livradois-Forez.
Elle faisait partie de la communauté de communes des Montagnes du Haut Forez.

## Population et société

### Démographie
L'évolution du nombre d'habitants est connue à travers les recensements de la population effectués dans la commune depuis 1831. À partir du 1er janvier 2009, les populations légales des communes sont publiées annuellement dans le cadre d'un recensement qui repose désormais sur une collecte d'information annuelle, concernant successivement tous les territoires communaux au cours d'une période de cinq ans. 
Pour les communes de moins de 10 000 habitants, une enquête de recensement portant sur toute la population est réalisée tous les cinq ans, les populations légales des années intermédiaires étant quant à elles estimées par interpolation ou extrapolation. Pour la commune, le premier recensement exhaustif entrant dans le cadre du nouveau dispositif a été réalisé en 2006,.
En 2013, la commune comptait 81 habitants, en évolution de −5,81 % par rapport à 2008 (Loire : +1,5 %, France hors Mayotte : +2,49 %).
| 1831 | 1836 | 1841 | 1846 | 1851 | 1856 | 1861 | 1866 | 1872 |
| ---- | ---- | ---- | ---- | ---- | ---- | ---- | ---- | ---- |
| 377  | 432  | 440  | 416  | 420  | 400  | 405  | 426  | 387  |

| 1876 | 1881 | 1886 | 1891 | 1896 | 1901 | 1906 | 1911 | 1921 |
| ---- | ---- | ---- | ---- | ---- | ---- | ---- | ---- | ---- |
| 434  | 462  | 475  | 430  | 443  | 407  | 412  | 446  | 345  |

| 1926 | 1931 | 1936 | 1946 | 1954 | 1962 | 1968 | 1975 | 1982 |
| ---- | ---- | ---- | ---- | ---- | ---- | ---- | ---- | ---- |
| 337  | 297  | 261  | 241  | 273  | 256  | 208  | 153  | 138  |

| 1990 | 1999 | 2006 | 2011 | 2013 | - | - | - | - |
| ---- | ---- | ---- | ---- | ---- | - | - | - | - |
| 119  | 103  | 89   | 81   | 81   | - | - | - | - |

## Culture locale et patrimoine

### Lieux et monuments

#### Village de la Droséra, parc Forez miniature
Le Village de la Droséra (ou parc de la Droséra) était un complexe de loisirs situé sur le territoire communal à 1 200 mètres d'altitude au cœur d'un espace naturel de 16 hectares.
Le site fermé depuis début 2013 abritait le parc du Forez miniature qui présentait les cinquante principaux monuments du Forez et de la région, reconstitués en maquettes à l’échelle 1/20e. Il accueillait en moyenne 10 000 visiteurs par an. 
C'était également un village vacances disposant des chalets-appartements aménagésdestinés à la location, implantés sur le flanc d'un vaste terrain de landes et bruyères. Le site disposait également d'une piscine intérieure chauffée ainsi que d'un restaurant panoramique. Il offre une vue dégagée sur les pistes de ski de Chalmazel et Pierre-sur-Haute, point culminant des monts du Forez, à 1 634 mètres. Aujourd'hui, le parc est fermé et c'est un domaine privé, de type groupe d'habitations qui a pris place.

#### Autres lieux situés à proximité
- station de ski de fond du col de la Loge à 5 km ;
- station de sports d'hiver de Chalmazel ;
- monument à proximité : château de Chalmazel.
- Église Notre-Dame-de-l'Assomption de Jeansagnière.